# St. Pankratius (Brabecke)

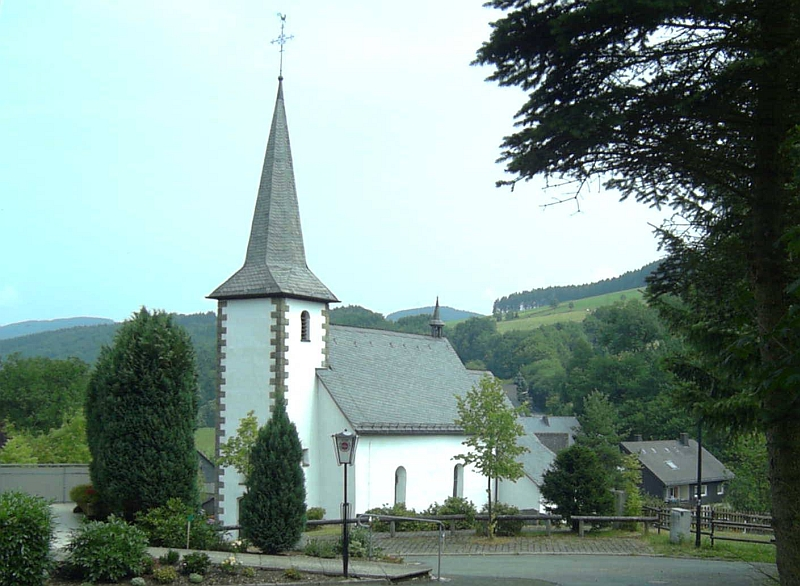
Kapelle St. Pankratius

Die römisch-katholische Kapelle St. Pankratius ist ein denkmalgeschütztes Kirchengebäude in Brabecke, einem Ortsteil von Schmallenberg im Hochsauerlandkreis (Nordrhein-Westfalen). Das Gebäude ist eines der ältesten Gotteshäuser im Sauerland. Die Kirche steht inmitten des Ortes auf einem Friedhof und ist ortsbildprägend. Der Landschaftsverband Westfalen-Lippe stuft die Kirche und die Bewahrung der Proportionen als besonders behaltenswert ein. 

## Geschichte und Architektur
Ursprünglich unterstand die Kirche dem Patrozinium der Heiligen Martinus und Vincentius; der Wechsel zu Pankratius erfolgte vor 1618. 
Die romanische Kirche wurde 1230 erstmals urkundlich erwähnt. Das Gebäude wurde im 12. Jahrhundert als zweijochige Saalkirche mit eingezogenem Rechteckchor in Bruchstein errichtet.  Der Westturm mit Eckquaderung wurde von 1754 bis 1757 aufgemauert; die Sakristei wurde 1957 angebaut. Der Chorbogen ist mit Figuren in Muschelnischen verziert. An der Westseite des Innenraumes steht eine Empore. Bemerkenswert sind die spätromanischen Malereien im Innenraum. In den Gewölben sind Rankenfriese, Lebensbäume und Fabeltiere zu sehen. Auch die Schlusssteine sind bemalt. Die 1948 aufgedeckten Fragmente wurden danach ergänzt oder nach Befund erneuert. Eine umfangreiche Renovierung wurde 1992 abgeschlossen. Dabei wurde der Fußboden neu verlegt, die Fassade restauriert und der Kirchplatz neu gestaltet.

## Ausstattung
- Das Altarretabel mit geschnitzten Heiligenfiguren wurde 1746 von Johann Frohen aus Brilon gebaut und 1757 von Wilhelm Sinn aus Fredeburg grundlegend verändert.
- Die Westempore ist mit stuckierten Fruchtbehängen verziert, die in der zweiten Hälfte des 17. Jahrhunderts angebracht wurden.

## Historische Ansichten

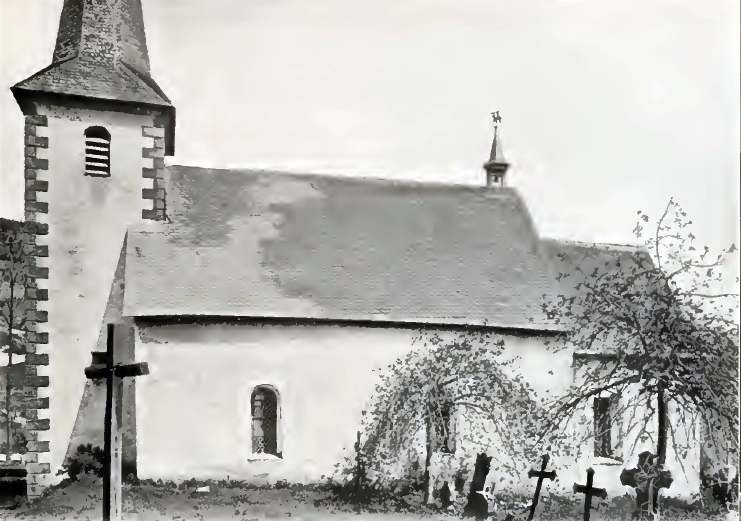
Außenansicht aus der Zeit vor 1908
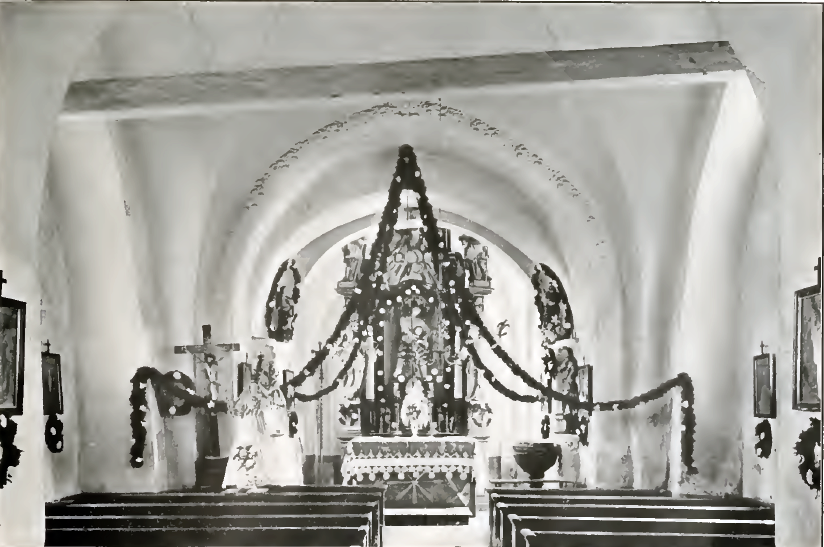
Innenansicht aus der Zeit vor 1908